# Yo amo a Juan Querendón
Yo amo a Juan Querendón é uma telenovela mexicana produzida pela Televisa e exibida entre 12 de fevereiro de 2007 e 8 de fevereiro de 2008, substituindo La fea más bella e antecedendo Las tontas no van al cielo. 
A trama é uma versão da telenovela colombiana Pedro, el escamoso, produzida em 2001. 
Foi protagonizada por Eduardo Santamarina e Mayrín Villanueva e antagonizada por Alexis Ayala, Arleth Terán, Dacia Arcaráz e Renée Varsi.

## Sinopse
Juan Domínguez é um homem mulherengo e descarado que, por uma confusão, sai de sua cidade com destino à Cidade do México. Ao chegar em seu destino, a vida de Juan muda drasticamente: primeiro, conhece Paula, de quem se apaixona, e também conhece Samuel, o líder de uma família que se apega com ele. Depois da inevitável morte de Samuel, Juan é encarregado de cuidar da esposa de Samuel, Nidia e as duas filhas dele, Marely e Yadira.
Sem querer, Juan arma uma grande rede de mentiras sobre seu passado com objetivo de ganhar a confiança da família de Samuel. Depois, Juan busca trabalho nas empresas Farell, lá se encontra com Paula, mas este se dá conta de que ela tem uma relação com César, o dono das empresas Farell e que está casado com Mônica. Porém, Juan não se dá por vencido e decide lutar pelo amor de Paula.
Depois da morte de Samuel, Nidia descobre que Samuel teve um filho com uma amante anos atrás, Ana. O testamento de Samuel deixa uma grande parte de sua fortuna com ajuda de Alirio. Nidia oculta a cláusula do testamento.
Todos esses enredos e distintas situações engraçadas provocadas pelo caráter conquistador de Juan dão base a trama da novela.

## Elenco
- Eduardo Santamarina - Juan Domínguez Coral
- Mayrín Villanueva - Paula Dávila Escobar/Paula Cachón Dávila
- Alexis Ayala - César Luis Farell Carballo/Sandro Arenas
- Sylvia Pasquel - Nidia Estela De la Cueva Pérez vda. de Cachón
- César Évora - Samuel Cachón
- Renée Varsi - Mônica Berrecal Toledo de Farell
- Arleth Terán - Ivonne Mosquera Espejo
- Dacia Arcaráz - Yadira del Pilar Cachón De la Cueva
- Arturo Barba - Fernando Lara Lora
- Yolanda Ventura - Laura Berrecal
- Pedro Armendáriz Jr. - Don Plutarco
- Alex Sirvent - Hector
- Luz María Aguilar - Pepita
- Alejandra Barros - Susana
- Lisardo Guarinos - Fred
- Pablo Montero - Él mismo
- Mapat de Zatarain - Ella misma
- René Strickler - Él mismo
- Martha Sabrina

## Audiência
Teve média geral de 18 pontos.

## Prêmios e Indicações

### Prêmio TvyNovelas 2008
| Categoria                 | Pessoa              | Resultado |
| ------------------------- | ------------------- | --------- |
| Melhor telenovela         | Mapat de Zatarain   | Nomeada   |
| Melhor atriz protagonista | Mayrín Villanueva   | Nomeada   |
| Melhor ator protagonista  | Eduardo Santamarina | Nomeado   |
| Melhor atriz co-estelar   | Sylvia Pasquel      | Nomeada   |
| Melhor ator co-estelar    | Eugenio Bartilotti  | Nomeado   |